# Casse de Java
Cassia javanica
Espèce
Classification APG III (2009)
Le casse de Java (Cassia javanica) est une espèce de plantes à fleurs de la famille des Fabaceae. C'est un arbre originaire d'Asie du Sud-Est.

## Description
C'est un arbre qui peut atteindre 12 mètres de haut aux feuilles pennées et à l'abondante floraison rose qui en font un arbre décoratif.

## Répartition
L'espèce est originaire de l'Asie du Sud-est.

## Galerie

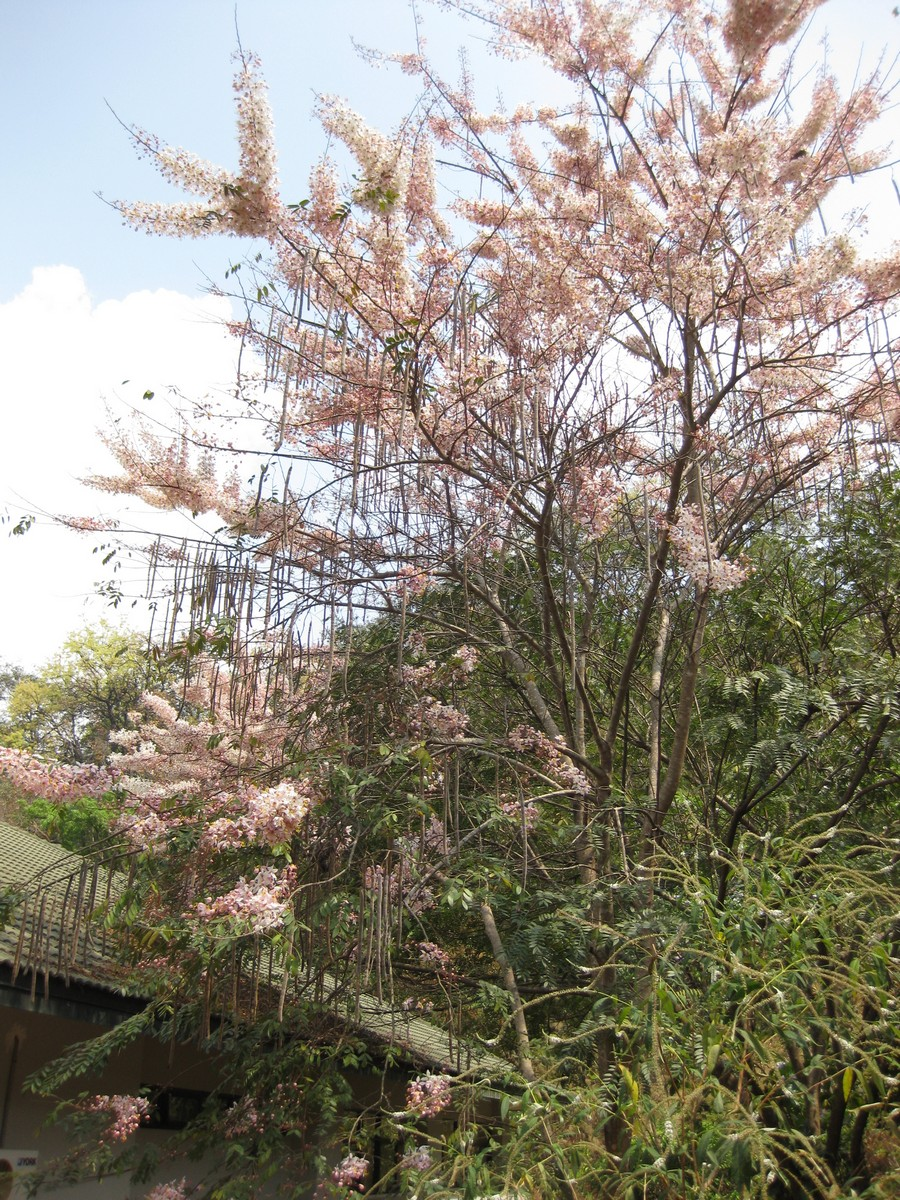
Casse de Java en fleurs et fruits, au Jardin botanique de la reine Sirikit, en Thaïlande.
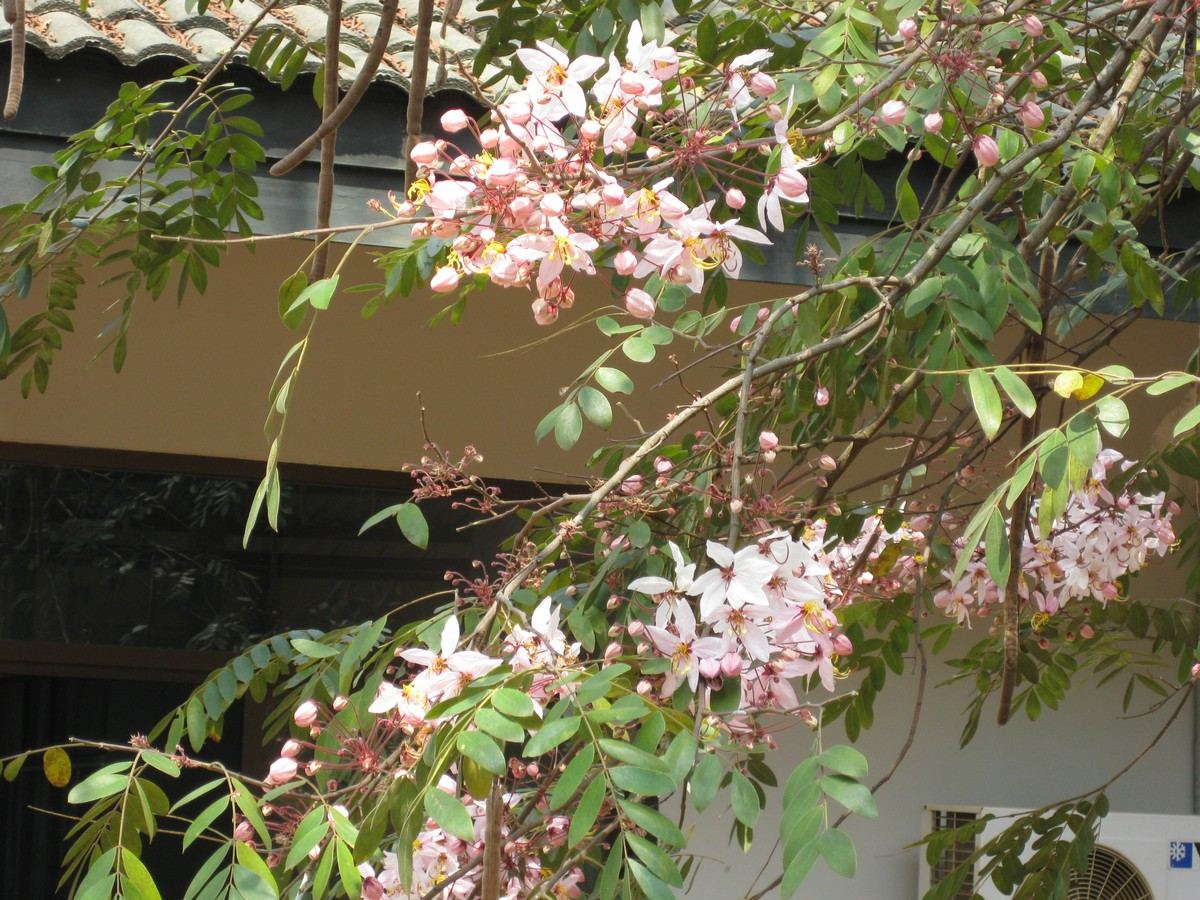
Fleurs, feuilles et fruits, au Jardin botanique de la reine Sirikit, en Thaïlande.
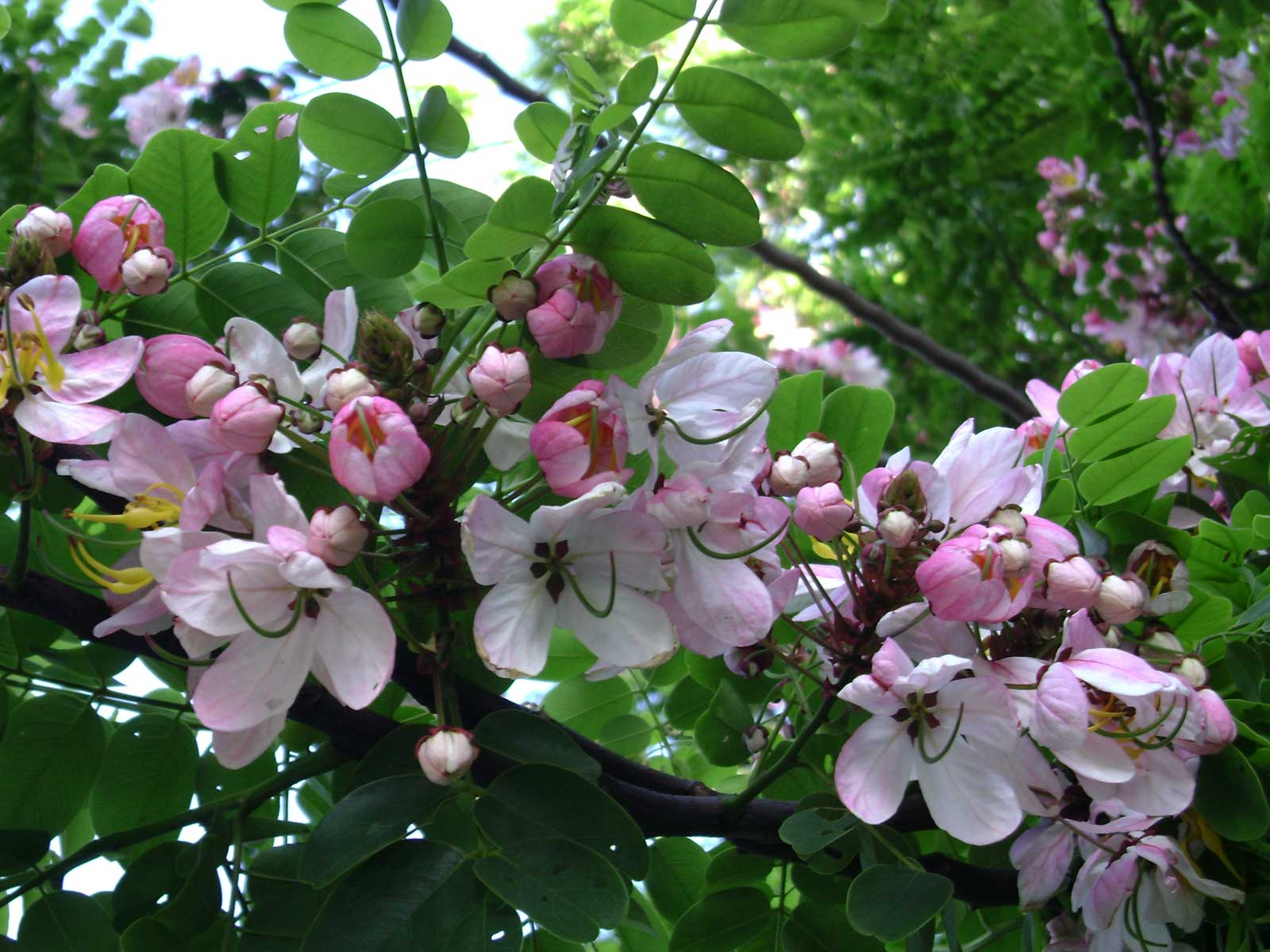
Feuilles et fleurs, sur l'île Fidji.